# Historia meteorológica del huracán Sandy
El huracán Sandy fue el sexto huracán atlántico más costoso jamás registrado. Duró más de una semana entre finales de octubre y principios de noviembre de 2012. Clasificado como la decimoctava tormenta con nombre, el décimo huracán y el segundo gran huracán de la temporada anual de huracanes, Sandy se originó a partir de una onda tropical el 22 de octubre. Realizando un pequeño bucle sobre el Mar Caribe central, el sistema se intensificó hasta convertirse en tormenta tropical un día después y se convirtió en el último huracán de la temporada antes de aterrizar brevemente en la costa de Jamaica el 24 de octubre. Tras emerger entre Jamaica y Cuba, Sandy inició un periodo de rápida intensificación hasta convertirse en un huracán de categoría 3 en la escala de vientos huracanados de Saffir-Simpson, con vientos máximos sostenidos de 185 km/h. Tocó tierra con esta intensidad cerca de Santiago de Cuba el 25 de octubre.
Una vaguada que se aproximaba por el centro de Estados Unidos provocó una fuerte cizalladura del viento sobre Sandy a su paso por Las Bahamas, lo que hizo que el huracán se debilitara hasta convertirse en tormenta tropical mientras giraba hacia el noreste. La parte sur de la vaguada se desprendió, haciendo que la cizalladura disminuyera a finales del 28 de octubre y permitiendo que Sandy recuperara fuerza. Al día siguiente alcanzó un pico secundario de fuerza de categoría 2 y posteriormente giró hacia el oeste. Durante este cambio de dirección, Sandy comenzó la transición a un ciclón extratropical, un proceso que completó antes de tocar tierra cerca de Brigantine (Nueva Jersey), a finales del 29 de octubre. Los restos extratropicales se debilitaron gradualmente por tierra, y el centro de circulación se declaró indistinguible sobre el oeste de Pensilvania dos días después. Además de convertirse en el mayor huracán del Atlántico, Sandy batió récords de las presiones más bajas jamás observadas en muchas ciudades del noreste de Estados Unidos.

## Origen

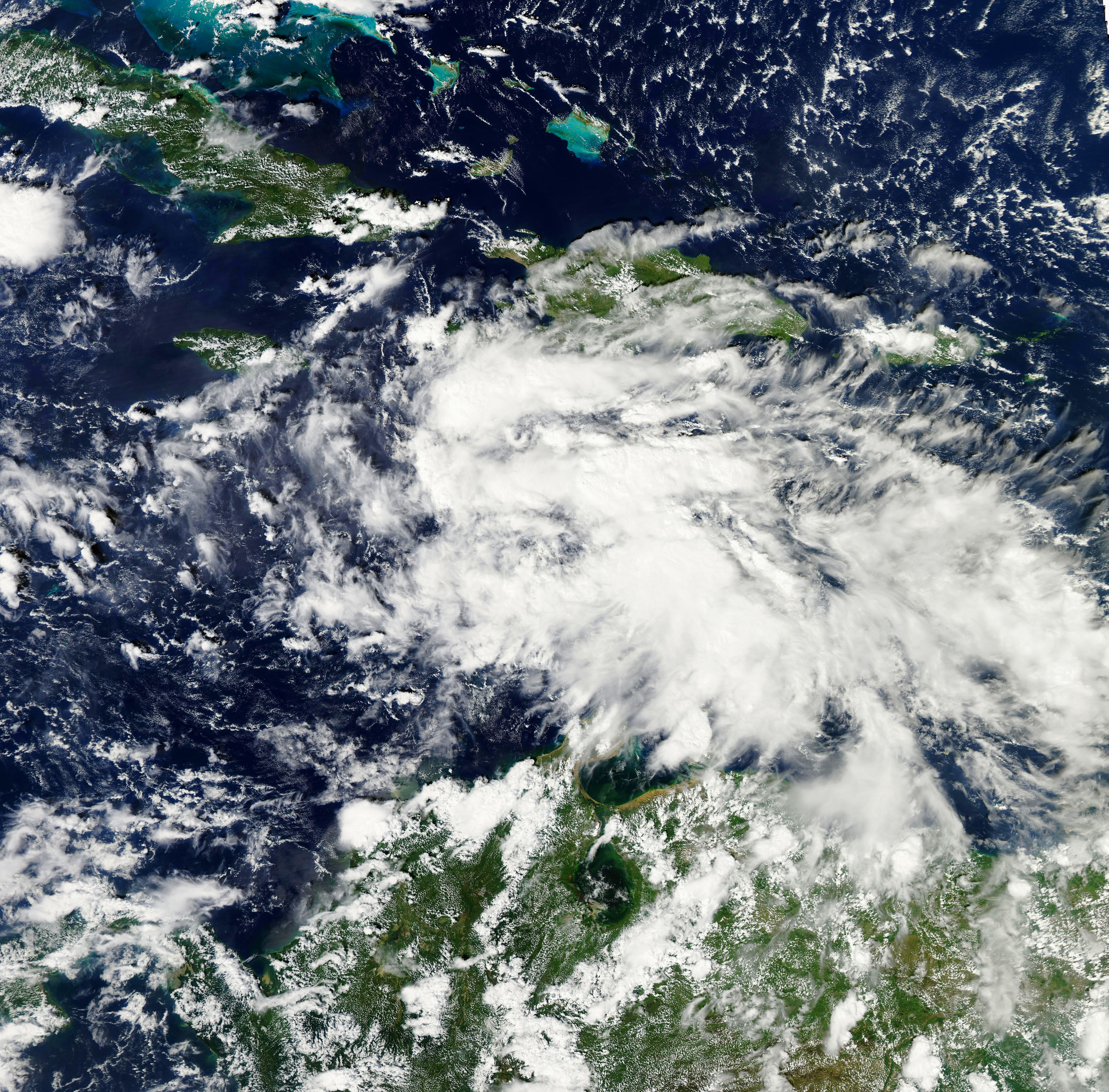
Sandy aparece como perturbación tropical el 20 de octubre.

El origen del huracán Sandy se remonta a una onda tropical que se desplazó desde la costa occidental de África hacia el Atlántico oriental el 11 de octubre. A medida que la onda se desplazaba hacia el oeste en los días siguientes, interactuó con una vaguada de nivel superior sobre el Atlántico oriental, lo que provocó el desarrollo de una amplia actividad de chubascos y tormentas eléctricas; sin embargo, la fuerte cizalladura del viento impidió un mayor desarrollo en ese momento. El aumento de la convergencia, probablemente como resultado del huracán Rafael al oeste de la onda, también obstaculizó el desarrollo. Para el 18 de octubre, se formó una abundante actividad convectiva pero desorganizada cerca del centro de la perturbación a pesar de la cizalladura moderada del viento. Marcada con una borrasca extendida, se esperaba que las condiciones se volvieran gradualmente más favorables para el desarrollo. El 20 de octubre, después de una organización modesta, el Centro Nacional de Huracanes (NHC; National Hurricane Center) evaluó un alto potencial para que se convirtiera en un ciclón tropical dentro de las 48 horas, etiquetándolo como Invest 99L.
Al día siguiente, la convección había disminuido, aunque las presiones barométricas en la zona seguían siendo bajas, una marca de desarrollo. La convección aumentó gradualmente a medida que avanzaba el día, mientras que el sistema se desaceleró y se convirtió en casi estacionario sobre el Caribe occidental. A las 15:00 UTC del 22 de octubre, las observaciones de superficie y las imágenes de satélite indicaron que el sistema había desarrollado suficiente convección organizada para ser clasificado como depresión tropical dieciocho. En el momento de la actualización, el sistema estaba situado a unos 510 km al sur de Kingston, Jamaica. El entorno alrededor de la depresión recién formada se caracterizaba por una zona de corrientes de dirección débiles al sur de una cresta que se extendía hacia el este desde el golfo de México. La baja cizalladura del viento y las cálidas temperaturas de la superficie del mar favorecían el fortalecimiento, y tal vez la rápida intensificación. A última hora del 22 de octubre, un vuelo de los cazadores de huracanes observó vientos de 64 km/h en una banda de lluvia bastante alejada del centro de la circulación, lo que llevó al NHC a elevar la depresión a tormenta tropical Sandy. El flujo de salida aumentó, mientras que el aire húmedo ayudó a que la convección se organizara aún más. El NHC señaló que “permanecer casi estacionaria sobre las cálidas aguas del suroeste del Mar Caribe nunca es una buena señal para esta época del año”. Aún así, el patrón de nubes inicialmente se mantuvo prácticamente sin cambios. A principios del 24 de octubre, comenzó a desarrollarse un ojo, como se observa en las imágenes de microondas, y Sandy se movía constantemente hacia el norte, atraído por una vaguada que se aproximaba desde el noroeste. A las 15:00 UTC del 24 de octubre, el NHC elevó Sandy a la categoría de huracán después de que los cazadores de huracanes observaran vientos a nivel de vuelo de 159 km/h. En ese momento, Sandy se encontraba a unos 105 km al sur de Kingston, Jamaica.

## Aterrizaje en el Caribe y las Bahamas

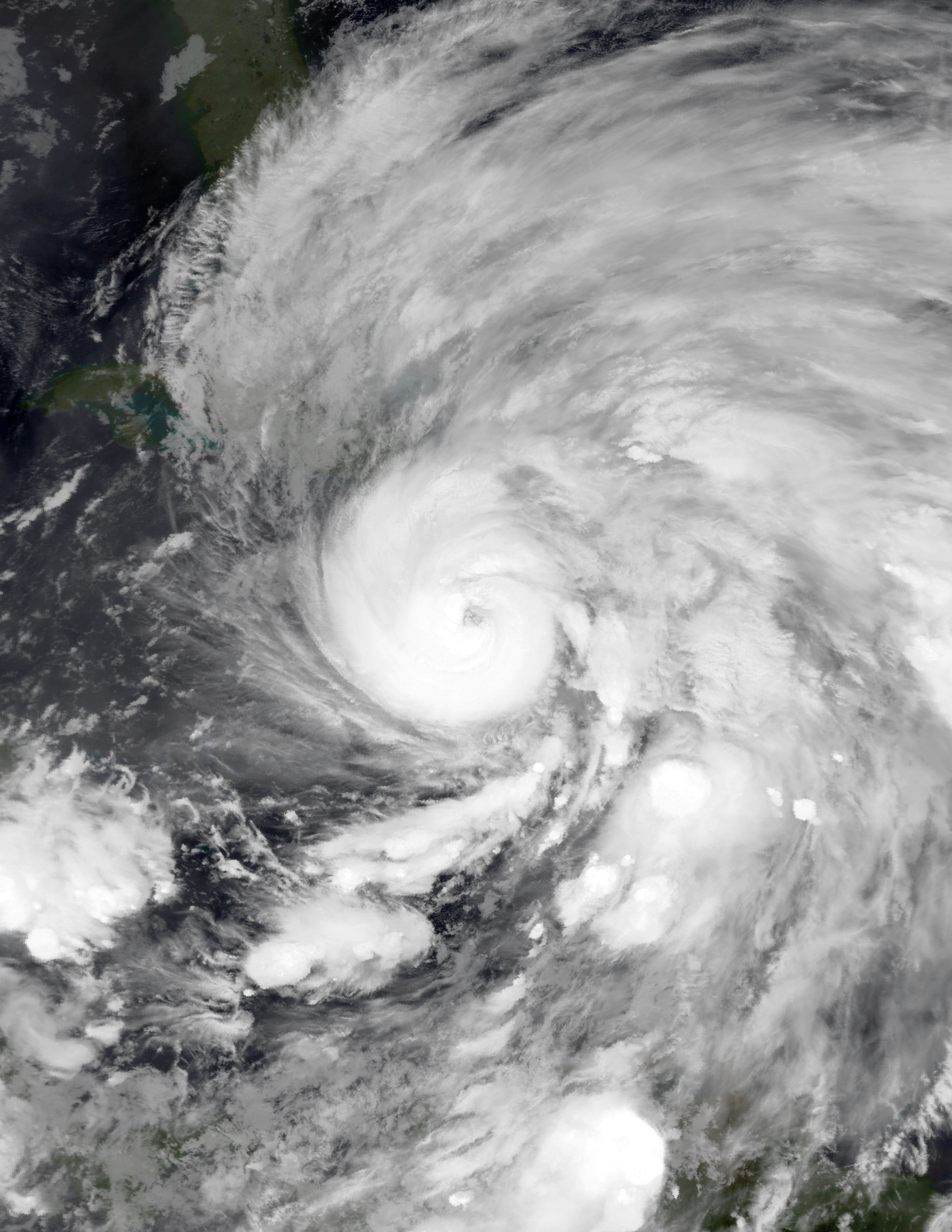
Sandy alcanzado su intensidad máxima justo antes de tocar tierra en Cuba el 25 de octubre.

Aproximadamente a las 19:00 UTC del 24 de octubre, Sandy tocó tierra cerca de Kingston, con vientos cercanos a los 137 km/h. Después de pasar una corta duración sobre la isla, Sandy se movió cerca de la costa de Cuba y comenzó un período de rápida intensificación, en el que el ciclón se intensificó hasta convertirse en un huracán de categoría 3 en la escala de vientos huracanados Saffir-Simpson, con vientos sostenidos de 1 minuto a 185 km/h y una presión central de 954 milibares (28,2 inHg); operativamente, Sandy fue clasificado como un huracán de categoría 2 de alto nivel al aterrizar. Poco después, a las 05:25 UTC del 25 de octubre, el huracán tocó tierra justo al oeste de Santiago de Cuba. Al aterrizar, Sandy tenía un ojo bien definido de más de 37 km de diámetro y los vientos a nivel de vuelo alcanzaron los 217 km/h. Mientras estaba en tierra, la estructura se deterioró y el ojo dejó de ser visible. Después de salir de Cuba, una combinación de aire seco y el aumento de la cizalladura restringió el flujo de salida de Sandy y causó que la estructura de la tormenta se desorganizara. Una baja de nivel medio sobre Florida y una vaguada que se aproximaba giraron el huracán hacia el norte-noroeste.
A principios del 26 de octubre, la mayor parte de la convección asociada a Sandy se localizaba al norte del centro, debido principalmente a la cizalladura del viento y al aire seco al suroeste del huracán. El tamaño de la tormenta también había aumentado mucho, con vientos con fuerza de tormenta tropical que se extendían unos 443 km desde el centro. A medida que avanzaba el día, Sandy continuó moviéndose lentamente hacia el norte y la fuerte cizalladura del viento hizo que la intensidad de la tormenta disminuyera ligeramente. El 27 de octubre, el NHC señaló que Sandy estaba “mostrando características de un ciclón híbrido... como una gran baja frontal ocluida”. Sin embargo, el sistema mantuvo un núcleo térmico cálido y, a pesar de la fuerte cizalladura del viento de 50 nudos (60 mph), continuó desarrollando tormentas eléctricas debido a la abundancia de divergencia de una vaguada cercana; la misma vaguada giró a Sandy hacia el noreste cuando los dos comenzaron a transformarse en lo que muchos llamaron una supertormenta. El 27 de octubre, Sandy se debilitó brevemente hasta convertirse en tormenta tropical, después de que el aire seco se incorporara por completo a las circulaciones de nivel medio y superior. Sin embargo, más tarde ese mismo día, los datos recibidos de los cazadores de huracanes indicaron que Sandy se había vuelto a intensificar hasta convertirse en un huracán mínimo.

## Transición postropical y aterrizaje final

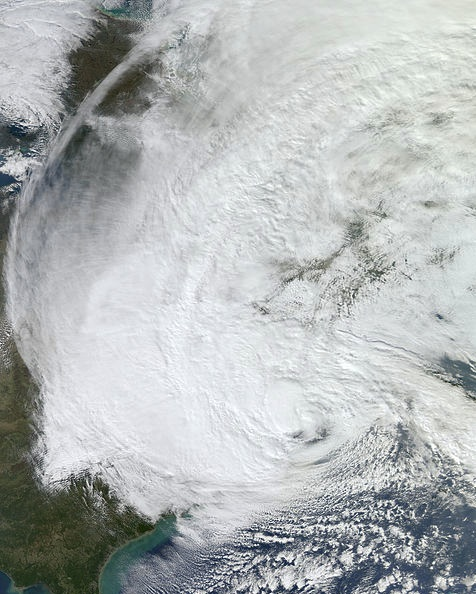
El huracán Sandy frente a la costa este de los Estados Unidos unas horas antes de aterrizar el 29 de octubre.

A finales del 27 de octubre, Sandy se movía constantemente hacia el noreste por delante de una vaguada que se aproximaba. Aunque mantenía vientos con fuerza de huracán, el arrastre de aire seco y la fuerte cizalladura del viento hicieron que la zona interior de convección disminuyera. El 28 de octubre, sin embargo, las tormentas eléctricas aumentaron sobre el centro y la circulación de nivel superior de Sandy estaba mejor definida en comparación con 24 horas antes. A medida que avanzaba el día, la cizalladura del viento disminuyó y un ojo con bandas comenzó a desarrollarse de nuevo mientras el huracán todavía estaba sobre la corriente del Golfo. La convección se organizó aún más a principios del 29 de octubre. Alrededor del mismo tiempo, Sandy comenzó la transición a una tormenta extratropical después de que la periferia occidental de la circulación comenzara a interactuar con un frente frío. La tormenta giró alrededor de un ciclón de núcleo frío sobre el este de Estados Unidos y también al suroeste de una cresta sobre el Atlántico canadiense que el NHC describió como altamente anómala; esto hizo que Sandy girara hacia el norte y el noroeste. Manteniendo su ojo y una convección profunda, el huracán se intensificó, alcanzando un segundo pico de 160 km/h y una presión barométrica central inusualmente baja de 940 milibares (28 inHg), a las 12:00 UTC del 29 de octubre; en ese momento, el ciclón se movía sobre una pequeña área de la corriente del Golfo con aguas por encima de los 27 °C. A esa hora, Sandy tenía un campo de vientos de más de 1850 km de diámetro. Tanto un frente cálido como uno frío se encontraban cerca del centro de la tormenta, y se predijo que la tormenta se convertiría en extratropical antes de aterrizar.
La convección disminuyó mientras el huracán aceleraba hacia la costa de Nueva Jersey, debido a que se involucró con la baja situada al oeste. La presión siguió bajando, lo que indicaba que el sistema se estaba intensificando debido a la inestabilidad baroclínica. En un aviso emitido por el NHC a última hora del 29 de octubre, el NHC señaló que “todas estas consideraciones nos llevan a concluir que la clasificación más apropiada en el momento del aviso es extratropical”. La agencia declaró a Sandy ciclón postropical alrededor de las 21:00 UTC de esa tarde, mientras se encontraba justo al sur de la costa de Nueva Jersey. Unas dos horas y media más tarde, la tormenta aterrizó aproximadamente a 8 km al noreste de Atlantic City, cerca de Brigantine. La intensidad al tocar tierra se estimó en 130 km/h, aunque los vientos más fuertes se localizaron mar adentro, al este y sureste del centro.

## Disipación

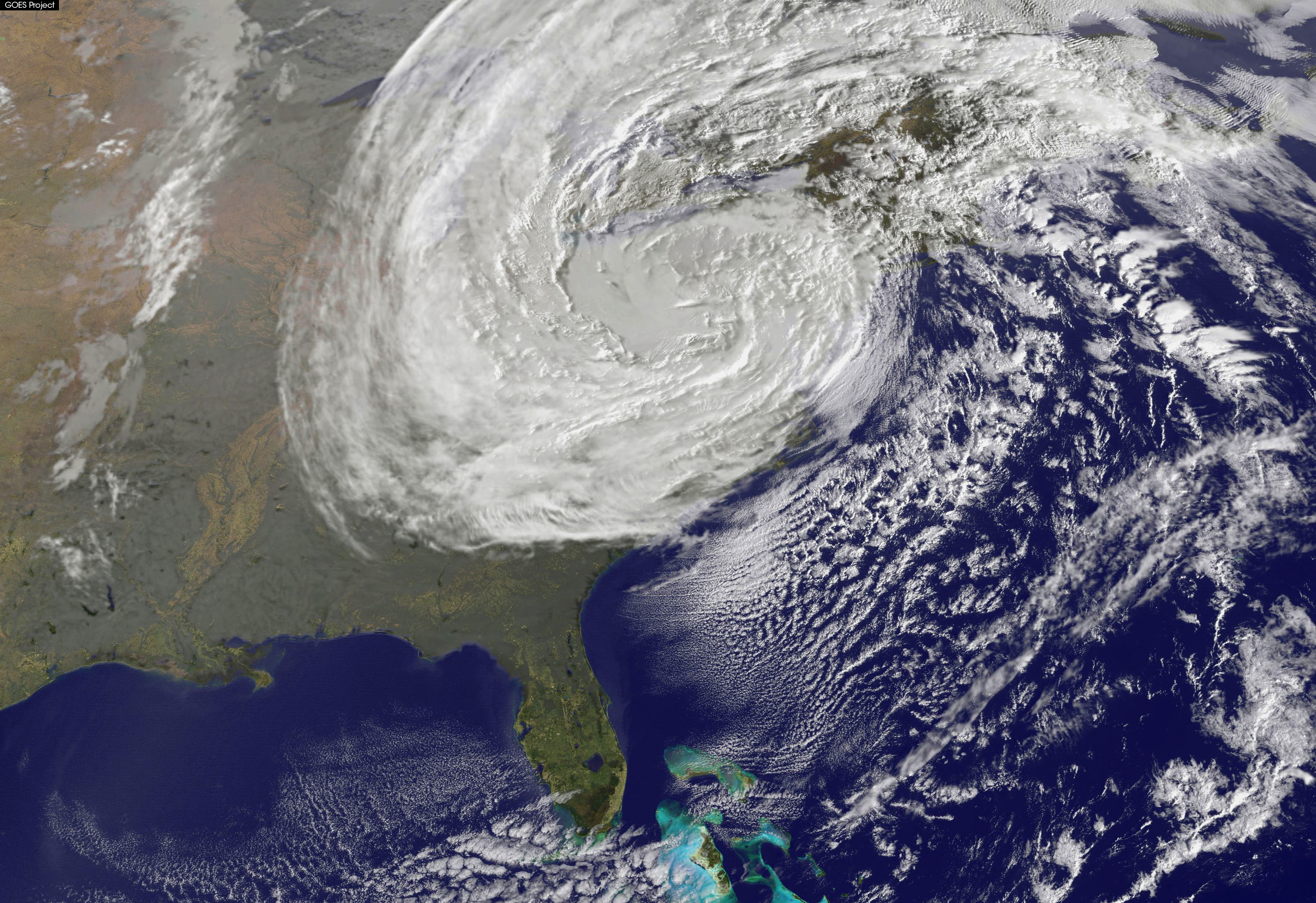
El ciclón postropical Sandy en las primeras horas del 30 de octubre, después de aterrizar.

Tras aterrizar, Sandy siguió avanzando hacia el oeste, debilitándose por debajo de la fuerza de huracán cuando llegó a Pensilvania. Como el sistema no era tropical, el Centro de Predicción Meteorológica (WPC; Weather Prediction Center), conocido entonces como Centro de Predicción Hidrometeorológica, asumió la responsabilidad de emitir avisos sobre la baja. Los restos de Sandy trajeron fuertes nevadas y vientos fuertes al centro de los montes Apalaches, por lo que se emitieron avisos de ventisca. El sistema continuó debilitándose a medida que se movía a través del oeste de Pensilvania y a las 03:00 UTC del 31 de octubre el movimiento de la tormenta se había desplazado hacia el noroeste. Las condiciones de ventisca continuaron en los Apalaches, trayendo más nieve a la región que ya había visto altas cantidades el día anterior. A las 09:00 UTC del 31 de octubre, la circulación degeneró en una vaguada de bajas presiones, sin un centro perceptible de bajas presiones. Más tarde ese día, los remanentes de Sandy se extendieron hacia los Grandes Lagos y el WPC emitió su último aviso. En el momento en que el sistema se había movido fuera de la región, casi un metro de nieve había caído en algunas zonas de Virginia Occidental, Tennessee y Maryland con cantidades menores en otras partes de la región. Durante los dos días siguientes, los restos de Sandy se desplazaron hacia el norte y luego hacia el noreste sobre Ontario, antes de fusionarse con otra zona de baja presión sobre el este de Canadá, el 2 de noviembre.

## Predicciones
Ya el 23 de octubre, mientras Sandy se desarrollaba en el Caribe, el Centro Europeo de Previsiones Meteorológicas a Plazo Medio (CEPMPM) predijo que la tormenta golpearía la costa este de Estados Unidos, mientras que la mayoría de los demás modelos de pronóstico de ciclones tropicales anticipaban que la tormenta se desplazaría mar adentro. Al día siguiente, varios modelos informáticos coincidían en que Sandy interactuaría con una vaguada sobre el este de Estados Unidos y giraría hacia el oeste. Unos cinco días antes de aterrizar, los modelos ECMWF, Laboratorio de Dinámica de Fluidos Geofísicos, (GFDL, Geophysical Fluid Dynamics Laboratory) y el Sistema Operativo de Predicción Global de la Armada (NOGAPS, Navy Operational Global Prediction System) predijeron que Sandy golpearía la península de Delmarva, mientras que el modelo estadounidense Sistema Global de Predicción (GFS, Global Forecast System) anticipó que el huracán se adentraría en el mar; el resto de modelos se situaron entre ambos escenarios. Cuatro días antes de la llegada a tierra, el NHC pronosticaba la llegada a Nueva Jersey, al igual que la mayoría de los modelos informáticos. En general, los modelos informáticos europeos obtuvieron mejores resultados que los estadounidenses, debido a la mayor resolución de los modelos europeos. El profesor del Instituto de Tecnología de Massachusetts Kerry Emanuel aprovechó el momento con un llamado de atención sobre el bajo rendimiento de los modelos estadounidenses y recomendar un esfuerzo dedicado para revertirlo.

## Récords
| Rank               | Sistema | Temporada | Diámetro (km) |
| ------------------ | ------- | --------- | ------------- |
| 1                  | Sandy   | 2012      | 1850          |
| 2                  | Martin  | 2022      | 1670          |
| 3                  | Igor    | 2010      | 1480          |
| 4                  | Olga    | 2001      | 1390          |
| 5                  | Teddy   | 2020      | 1370          |
| Fuentes: 1 2 3 4 5 |         |           |               |

La marejada ciclónica producida por el huracán Sandy, que se produjo durante la marea alta, elevó las aguas hasta 4,23 m en Battery Park (Nueva York), batiendo el récord anterior de 3,05 m establecido por el huracán Donna en 1960 en el mismo lugar. Sin embargo, en Battery Park también se registró una marejada ciclónica de 4,23 m durante el huracán de Norfolk y Long Island de 1821, que tuvo lugar antes de que se llevaran registros oficiales. También se batieron récords de marejada ciclónica en Sandy Hook (Nueva Jersey), y Filadelfia (Pensilvania), con mareas máximas de 4,06 y 3,24 m respectivamente. El mareógrafo de Sandy Hook perdió potencia cuando la marea aún estaba subiendo, lo que significa que la marea alcanzó una altura superior al pico registrado. Una boya en el puerto de Nueva York alcanzó una altura récord cuando midió una ola de 9,9 m el 30 de octubre, siendo 2,3 m más alta que una ola de 7,6 m registrada por el huracán Irene en 2011.
Sandy fue el mayor ciclón tropical del Atlántico en términos de diámetro de temporal desde que comenzaron los registros en 1988, con un diámetro de 1850 kilómetros. Además, con 945 milibares (27,9 inHg), Sandy fue la segunda tormenta más intensa que tocó tierra en Estados Unidos al norte de Cabo Hatteras (Carolina del Norte), después del huracán de Nueva Inglaterra de 1938. La presión barométrica alcanzó un mínimo histórico de 945,5 mbar (27,92 inHg) sobre Atlantic City (Nueva Jersey), batiendo el récord anterior de 961 mbar (28,4 inHg) establecido en 1938. Sandy también batió el récord de producir la presión más baja en Filadelfia, con un mínimo de 954 mbar (28,2 inHg); el récord anterior era de 962 mbar (28,4 inHg), establecido durante la Supertormenta de 1993.

## Efectos del cambio climático

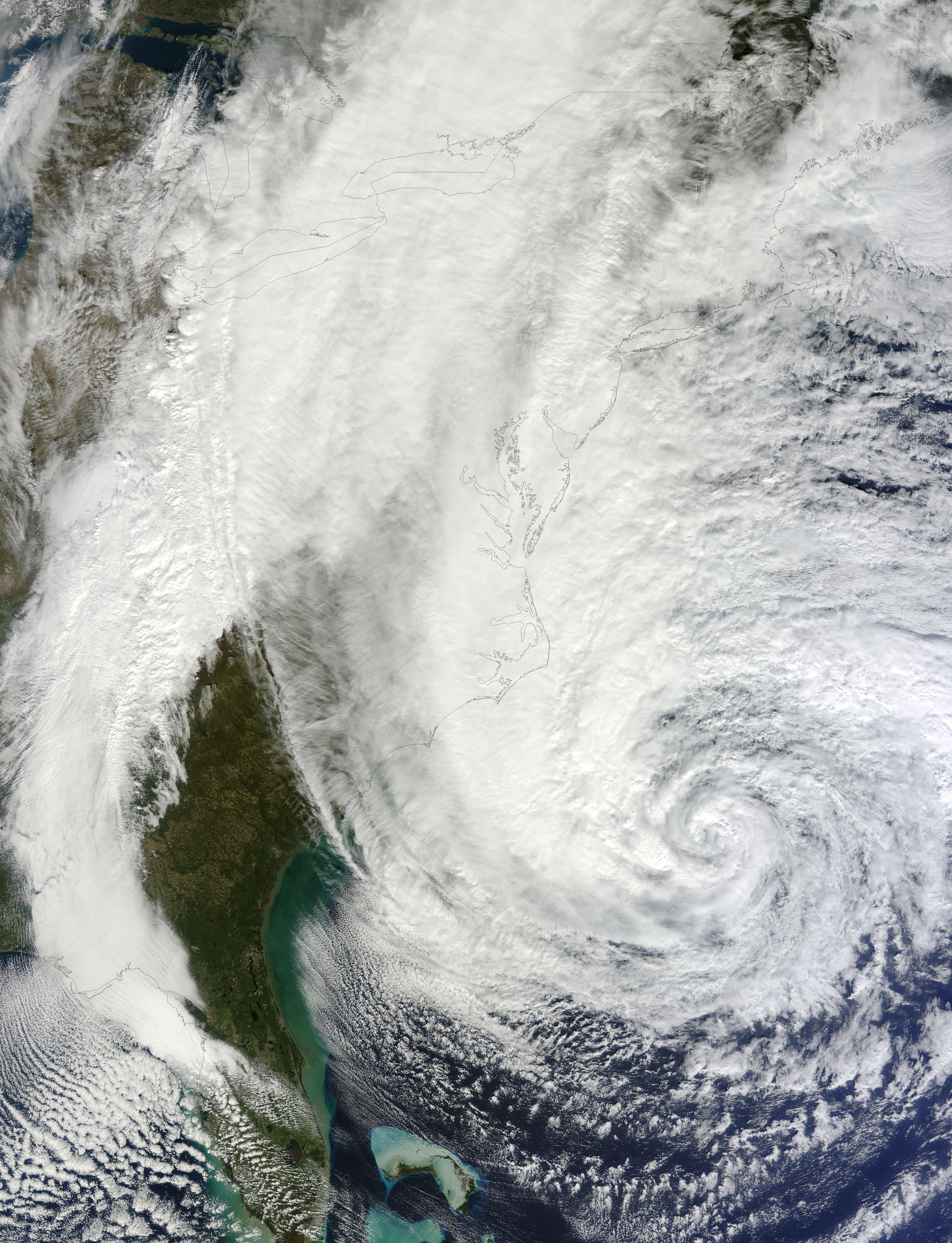
Foto nocturna de Sandy el 28 de octubre.

Los climatólogos coinciden en que el cambio climático aumenta la probabilidad de tormentas más fuertes y húmedas, aunque posiblemente reduzca su número. Sin embargo, los investigadores no pudieron determinar el grado de responsabilidad del cambio climático en el desarrollo y trayectoria de Sandy. Los ciclones tropicales obtienen su energía de las aguas cálidas, y un agua más cálida suele significar tormentas más fuertes. El cambio climático ha provocado la subida del nivel del mar, lo que ha hecho mucho más devastadoras las mareas de tempestad y las inundaciones costeras causadas por Sandy. Dado que el nivel global del mar ha subido 20 cm entre 1902 y 2007, y se está acelerando, la subida del nivel del mar aumenta el riesgo de que se produzcan grandes inundaciones cada vez que azota una tormenta. Según un artículo publicado en 2012 en Nature, el cambio climático podría provocar que inundaciones que deberían producirse una vez por siglo pasen a ocurrir cada tres o veinte años.
En el caso del huracán Sandy, dos factores importantes que contribuyeron al tamaño y la fuerza de la tormenta fueron las temperaturas inusualmente cálidas de la superficie del océano y un aumento de los patrones de bloqueo, que se espera que ocurran con más frecuencia debido al calentamiento global. A medida que se dirigen hacia el norte, los huracanes del Atlántico suelen ser desplazados hacia el este y mar adentro por los vientos dominantes de la corriente en chorro. Este patrón típico fue bloqueado por una cresta de alta presión sobre Groenlandia, lo que dio lugar a una oscilación negativa del Ártico, formando un pliegue en la corriente en chorro y haciendo que se doblara sobre sí misma frente a la costa este; Sandy se vio atrapado en este flujo del noroeste. El patrón de bloqueo sobre Groenlandia también estancó un frente ártico, que se combinó con el ciclón. Mark Fischetti, de Scientific American, argumentó que la forma inusual de la corriente en chorro se debía al deshielo del Ártico. Observando que estos patrones de bloqueo son inusuales en otoño, pero han ido en aumento, el meteorólogo Jeff Masters dijo que tres estudios realizados en 2011 encontraron “que la reciente disminución récord del hielo marino del Ártico podría ser responsable, ya que esto calienta el polo, alterando la diferencia de temperatura entre el ecuador y el polo, lo que obliga a la corriente en chorro a reducir la velocidad, serpentear y atascarse en grandes bucles”. Trenberth afirmó que, aunque existía una oscilación Ártica negativa y un anticiclón de bloqueo, la hipótesis nula seguía siendo que se trataba simplemente de la variabilidad natural del clima.

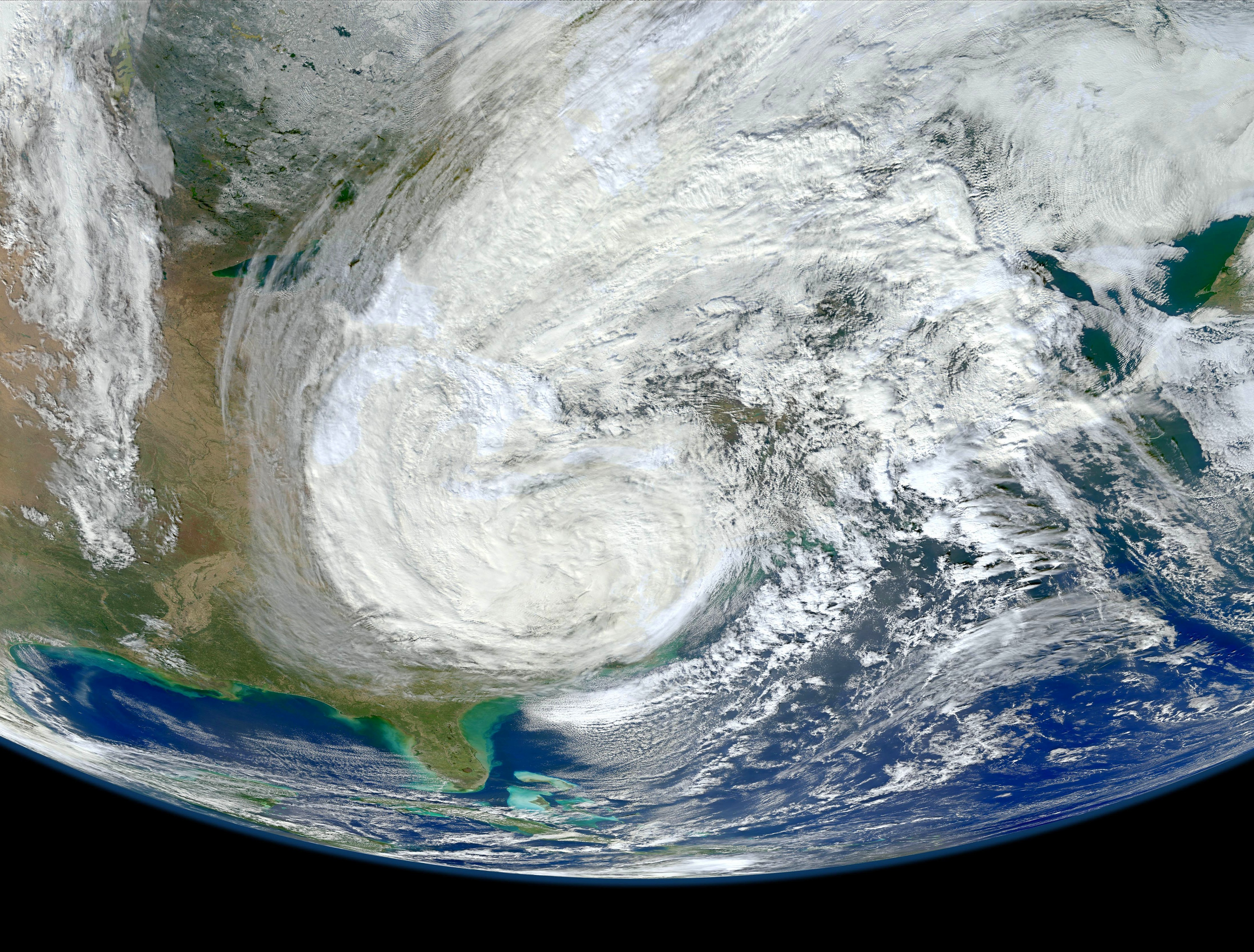
Sandy, visto por el satélite Suomi NPP el 30 de octubre, sobre el este de Estados Unidos y Canadá.

El climatólogo Michael E. Mann atribuye al menos un pie de 13 pies (al menos 0,3 m de los 4 metros de marejada ciclónica en el Bajo Manhattan al aumento global del nivel del mar. El geólogo de Harvard Daniel P. Schrag califica la marejada ciclónica de 4 metros del huracán Sandy como un ejemplo de lo que, a mediados de siglo, será la “nueva norma en la costa este”.
Según el climatólogo jefe del Centro Nacional de Investigación Atmosférica (NCAR; National Center for Atmospheric Research) Kevin E. Trenberth, “la respuesta a la pregunta tan frecuente de si un fenómeno está causado por el cambio climático es que se trata de una pregunta equivocada. Todos los fenómenos meteorológicos se ven afectados por el cambio climático porque el entorno en el que se producen es más cálido y húmedo que antes”. Y lo ilustra señalando que los esteroides en el organismo de un jugador de béisbol no causan jonrones por sí solos, pero aumentan las probabilidades de que se produzcan. El meteorólogo Kerry Emanuel subrayó que ningún fenómeno meteorológico individual, como el huracán Sandy, puede atribuirse al cambio climático, ni a ninguna causa específica.
El meteorólogo de la NOAA Martin Hoerling atribuyó la “causa inmediata” de Sandy a “poco más que la alineación casual de una tormenta tropical con una tormenta extratropical”. Trenberth está de acuerdo en que la tormenta fue causada por la “variabilidad natural”, pero añade que fue “potenciada por el calentamiento global”. Un factor que contribuyó a la fuerza de la tormenta fue la energía adicional procedente de las aguas anormalmente cálidas de la costa este de Norteamérica, donde se determinó que el calentamiento global contribuyó con 0,6 °C de los 3 °C por encima de la media de las temperaturas de la superficie del mar. A medida que aumenta la temperatura de la atmósfera, aumenta la capacidad de retención de agua, lo que provoca tormentas más fuertes y mayores cantidades de precipitaciones.
El representante estadounidense Henry Waxman, principal demócrata de la Comisión de Energía y Comercio de la Cámara de Representantes, quería que los republicanos celebraran una audiencia sobre los vínculos entre el cambio climático y el huracán Sandy. “El huracán Sandy es exactamente el tipo de fenómeno meteorológico extremo que, según los científicos del clima, será más frecuente y más grave si no reducimos nuestra contaminación por carbono. Por eso le escribimos para pedirle que celebre una audiencia sobre la tormenta y su relación con el cambio climático en la sesión de congreso saliente”, escribieron él y el congresista Bobby Rush. La audiencia no se presentó ante el Senado y la Cámara antes de la aparición del nuevo Congreso a principios de 2013. Sin embargo, el 9 de abril de 2013, Waxman y Rush renovaron su petición de una audiencia, afirmando que “si dependemos de los representantes de las empresas eléctricas, las compañías de carbón, las refinerías de petróleo y los fabricantes de productos químicos para explicar el estado de la ciencia en relación con el cambio climático, es poco probable que obtengamos una visión completa e imparcial del desafío que debemos afrontar y de las oportunidades que tenemos”.